# Чурикова Алла Олександрівна
Чурикова Алла Олександрівна — українська режисерка, художниця-мультиплікаторка. Працює у техніці піскової анімації.

## Біографічні відомості
Народилася 17 квітня 1962 р. у ст. Донгурська Оренбурзької області (Росія).
Закінчила Київський інженерно-будівельний інститут (1986). Працювала на студії «Укранімафільм».
Була членкинею Національної спілки кінематографістів України.
З 2000 року мешкає у Німеччині.

## Фільми
Створила фільми:
- «Друзі мої, де ви?» (1987, аніматорка)
- «Казка про богиню Мокошу» (1995, аніматорка)
- «Е = mc²» (1997, авторка сценарію, режисерка, художниця; Призи «За творчий пошук» і «Яскравий дебют» IV Міжнародного кінофестивалю «Крок», 1997)
- «Синя шапочка» (1998, художниця)
- «Як у нашого Омелечка невеличка сімеєчка...» (1999, художниця)
- «Passion fatale» (2001, авторка сценарію, режисерка, художниця)
- «Der kleine Eisbär 1[de]» (2003, аніматорка)
- «Till Eulenspiegel» (2005, background texture artist)
- «Die Eisbaderin» (2003, режисерка, художниця)
- «Der kleine Eisbär 2» (2005, background artist)
- «Für Mathilde» (2008, режисерка, художниця)
- «Frosch, Hase und das rote Telefon» (2011, режисерка, художниця)
- «Я нормально супер гуд» (2012, аніматорка)
- «Emilie» (2012, режисерка)
- «Nikozi 2008» (2013, авторка сценарію, режисерка, художниця) та ін.
- «Eine kleine Dickmadam» (2015, авторка сценарію, режисерка, художниця)
- «Ural» (2019, авторка сценарію, режисерка, художниця)

## Джерело
- http://www.animator.ru/db/?p=show_person&pid=791&sp=1 [Архівовано 11 вересня 2014 у Wayback Machine.]
- Персональний сайт

| українська персоналія | Це незавершена стаття про особу, що має стосунок до України. Ви можете допомогти проєкту, виправивши або дописавши її. |

1. ↑  Freebase Data Dumps — Google.